# Monasterio de San Miguel de los Reyes
El monasterio de San Miguel de los Reyes (en valenciano: Sant Miquel dels Reis) se sitúa en la ciudad de Valencia (Comunidad Valenciana, España), en el barrio de Orriols. Fue fundado para la Orden de San Jerónimo en 1545 por Fernando de Aragón, duque de Calabria, sobre un antiguo monasterio de la Orden del Císter, de nombre Sant Bernat de Rascanya. Es una importantísima obra del Renacimiento valenciano que según algunos autores puede ser considerado como precedente del monasterio de El Escorial, siendo como este, monasterio jerónimo, foco cultural e iglesia conmemorativa de la memoria de su fundador. Después de su desamortización el edificio tuvo varios usos civiles, siendo durante muchos años una cárcel. Se trata de un conjunto arquitectónico levantado según las nuevas directrices del Renacimiento y en el mismo participaron importantes arquitectos, maestros de obra y artistas de su tiempo.
En la actualidad es sede de la Biblioteca Valenciana Nicolau Primitiu desde el año 2000.

## Reseña histórica

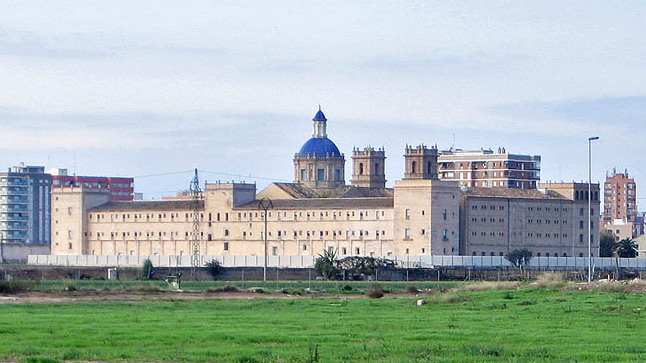
Vista del conjunto

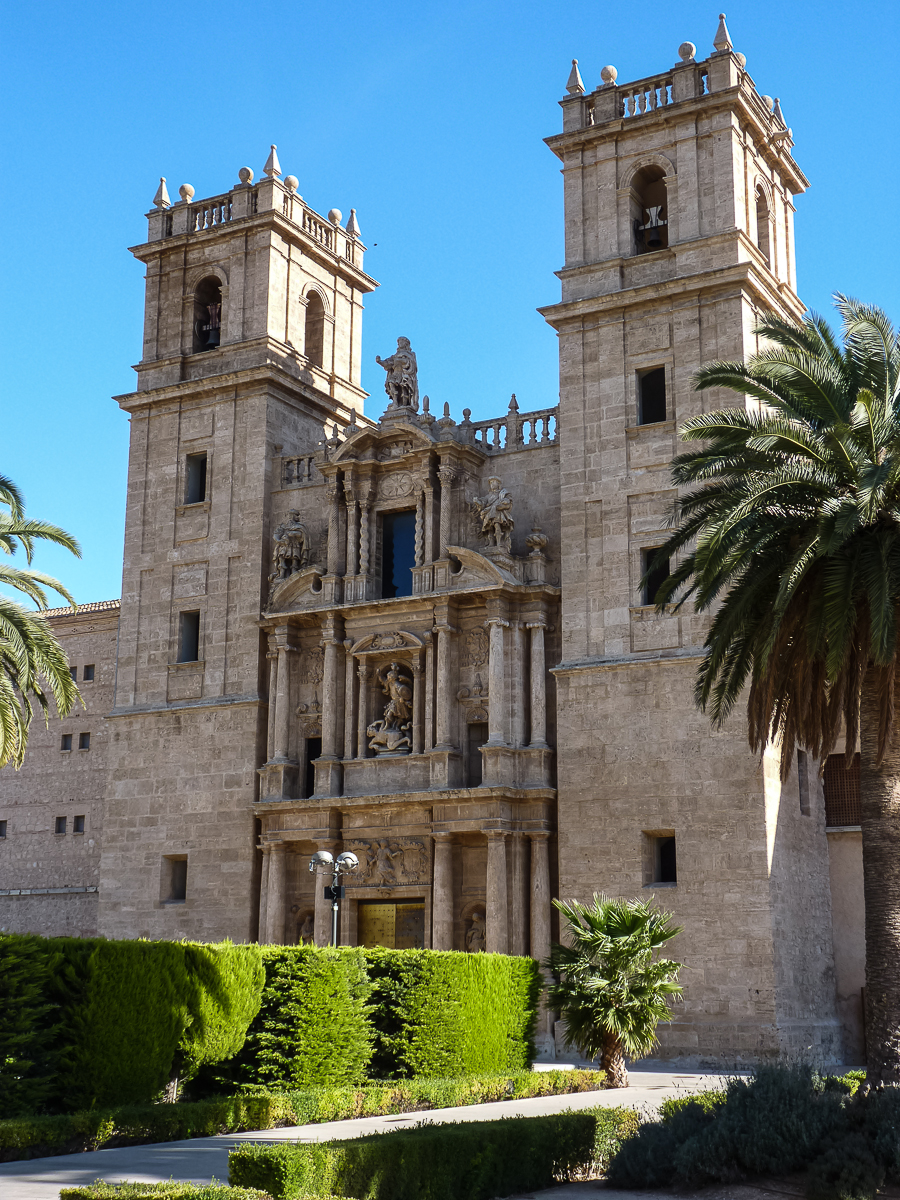
Portada

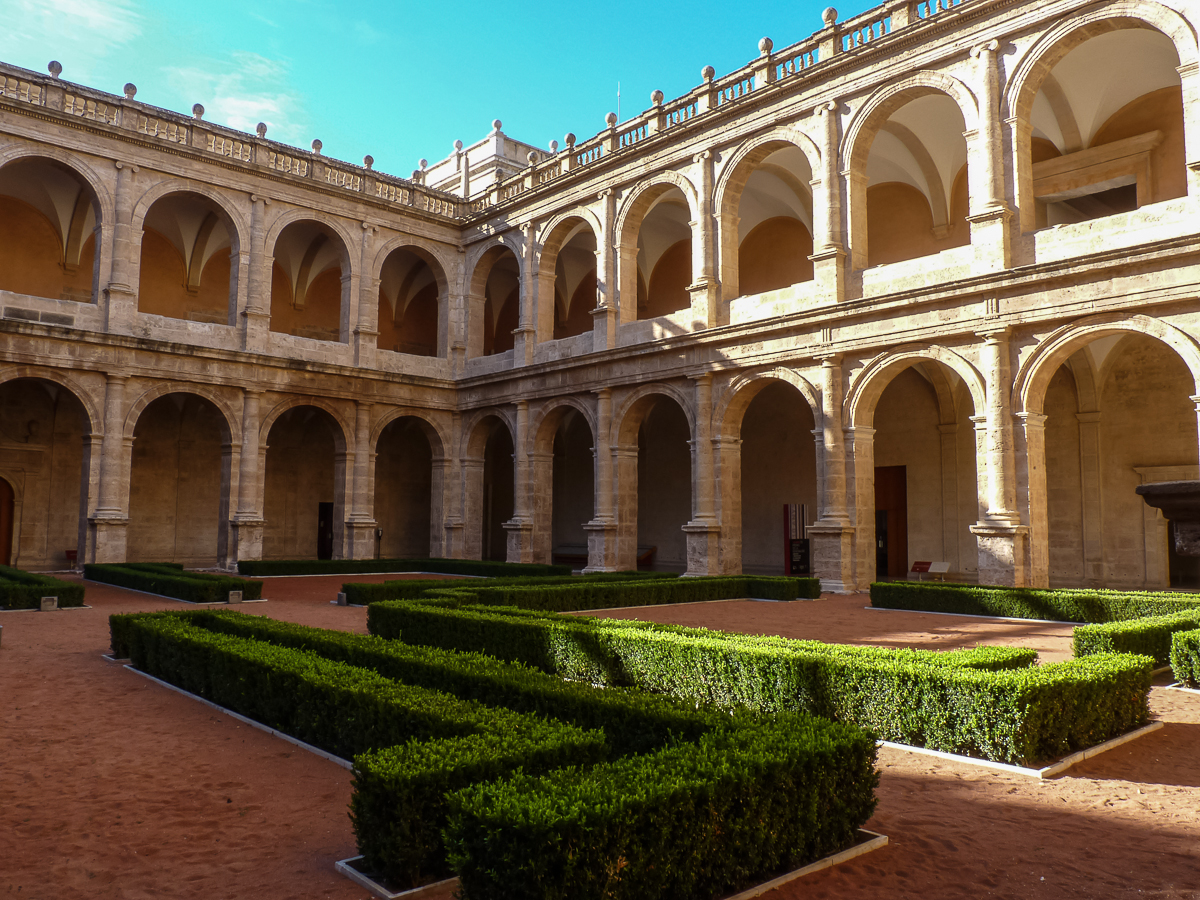
Uno de los claustros

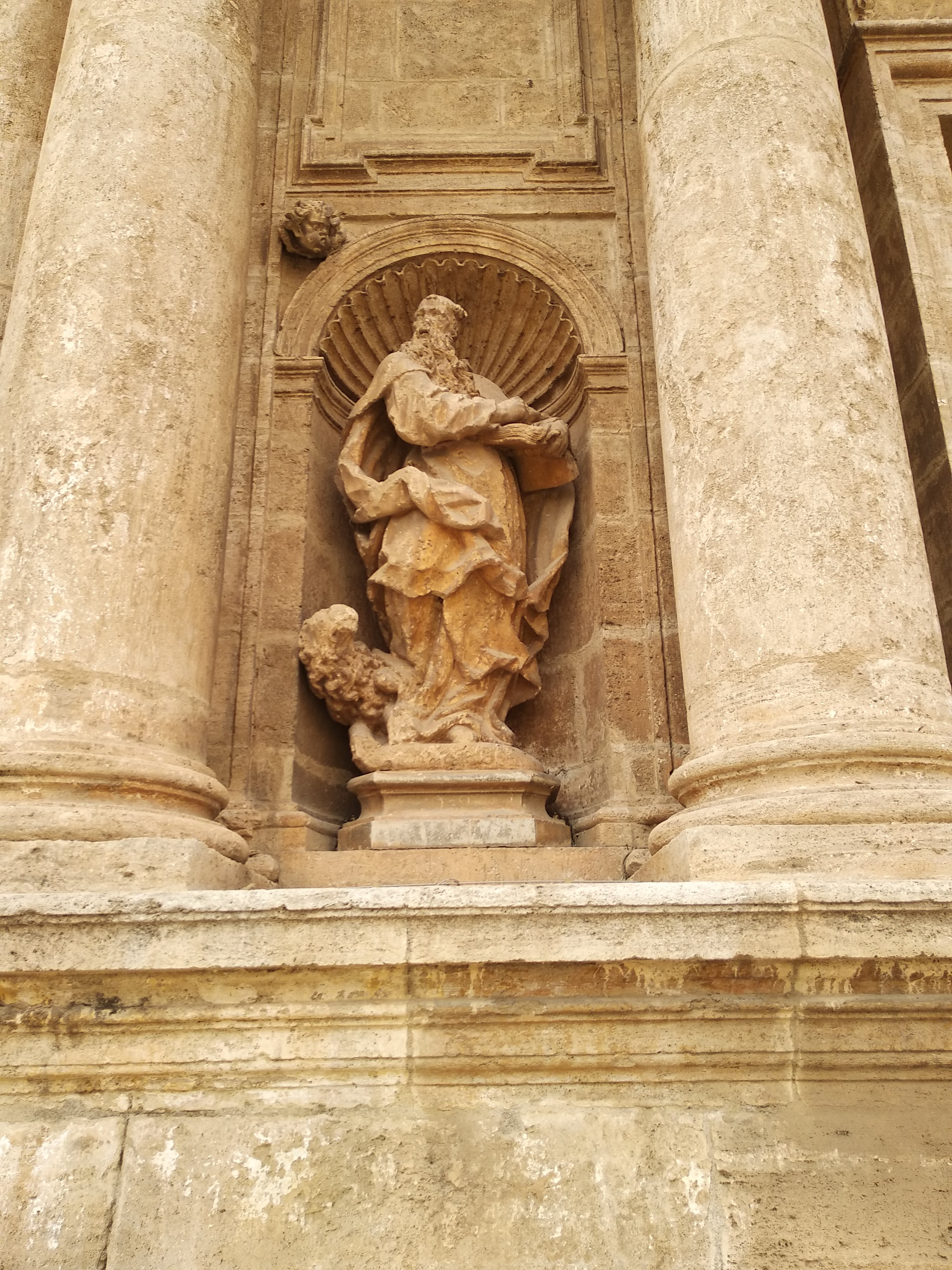
Estatua de san Jerónimo con el león

Este monasterio es una obra excepcional del panorama artístico valenciano. Lo fue su proyecto, que introdujo indagaciones que se venían elaborando principalmente en el ámbito cortesano, y también la obra construida, que como sucede frecuentemente es un cúmulo de experiencias que se añaden y sustituyen. El resultado es fruto de la abadía de sant Bernat de Rascanya, fundada por fray Arnaldo Saranyó en 1381, de la traza inicial de 1546 y de la suma de otras parciales, que principalmente se adscriben a la época clasicista y fueron aportadas por maestros de ascendencia francesa, así como por monjes y legos.
La fundación del monasterio fue debida a la intención de Germana de Foix, esposa de don Fernando de Aragón, duque de Calabria, de ser enterrada, junto a su marido, en un monasterio jerónimo. El padre José de Sigüenza narra que con este propósito escogieron los Duques un lugar en las cercanías de Valencia, en el camino real de Murviedro, en el que existía un monasterio de la Orden del Císter que se encontraba en decadencia espiritual y material. De este primitivo monasterio solo se conservan restos arqueológicos.
El papa emitió una bula de traspaso de la antigua propiedad, pero en 1535 murió doña Germana, siendo su cuerpo trasladado al monasterio de Nuestra Señora de Jesús de Valencia, a causa del estado ruinoso de aquel monasterio.
Con el fin de cumplir los deseos de su esposa el duque se trasladó al monasterio jerónimo de San Bartolomé en Valladolid, donde tenía sede la corte, y pidió a los monjes que se establecieran en Valencia. Por decreto de Paulo III, a instancias del duque, se suprimía el antiguo monasterio de San Bernardo en 1544 que a partir de entonces pasaba a pertenecer a la Orden jerónima con el nombre de San Miguel de los Reyes.
El duque trajo a Valencia a dos importantes arquitectos del momento: Alonso de Covarrubias y Juan de Vidaña. Según el padre José de Sigüenza realizaron «una buena traza del monasterio e Iglesia, que si de todo punto se executara, y el Duque tuviera más larga vida, fuera una de las más valientes cosas que tuviéramos». La traza llegó a verla Orellana que declaró que estaba firmada por Covarrubias. Este regresó a Toledo, y la obra fue comenzada por Juan de Vidaña.
La primera piedra fue colocada en 1548 por el obispo y el duque y llevaba grabadas las armas de su fundador. La muerte del duque acaeció en 1550 legando al monasterio su dinero, alhajas y su riquísima biblioteca. Este legado hubiera servido para la continuación de las obras, pero su palacio fue saqueado la misma noche de su muerte.
Las obras del monasterio se continuaron veinte años después con menor disposición económica. Los monjes que hasta este momento carecían de dependencias monásticas propias, consideraron oportuno sustituir la traza del alzado del claustro por un diseño de menos ornato y para ello tomaron como modelo el patio de los evangelistas de El Escorial, que reprodujeron con mínimas variantes y con menor dimensión.
La construcción del monasterio se prolongó durante el siglo XVII, iniciándose la iglesia del monasterio a partir de 1601. En el siglo XVIII se hicieron obras en la cripta, en algunos altares y se promovió la edificación del claustro del lado del norte de la iglesia.
El claustro norte no se llegó a concluir, pese a los intentos del monje fray Francisco de Santa Bárbara, quien según Llaguno «trazó y dirigió el nuevo claustro de este monasterio, cuyos planes, cortes y alzado aprobaron el 8 de abril de 1763 su tío fray Josef (Pina), Vicente Gascó y Mauro Minguet». Se llegó a construir el ala este, una nueva parte de la torre nordeste, con sus balcones de la primera planta y la mitad de las cimentaciones del ala norte y de las alquerías claustrales. La obra realizada fue importante pero se desconoce el motivo de su paralización.
En 1802 se erigió frente a la fachada de la iglesia una portería al borde del camino Real de Murviedro para recibir, según rezaba una lápida conmemorativa, la visita de Carlos IV y María Luisa de Parma. En 1811 los frailes abandonan el monasterio ante la inminente llegada de las tropas francesas, permaneciendo deshabitado hasta 1814. El edificio quedó algo deteriorado pues se conoce que la comunidad religiosa se vio obligada a hacer algunas reformas después de su regreso. En un acta capitular de 1814 se acuerda «se derribe el claustrillo viejo y demás obras contiguas a aquel por amenazar ruina». 
En 1821 la desamortización del trienio liberal suprimió la comunidad jerónima. El edificio, según la Real Orden de 2 de julio de 1821 se habilitó como Casa de Beneficencia y Corrección. En 1823 se produjo el regreso de los frailes, que realizan algunas obras menores. En 1835 se produce la exclaustración definitiva, pasando el monasterio y sus propiedades a manos del Estado.

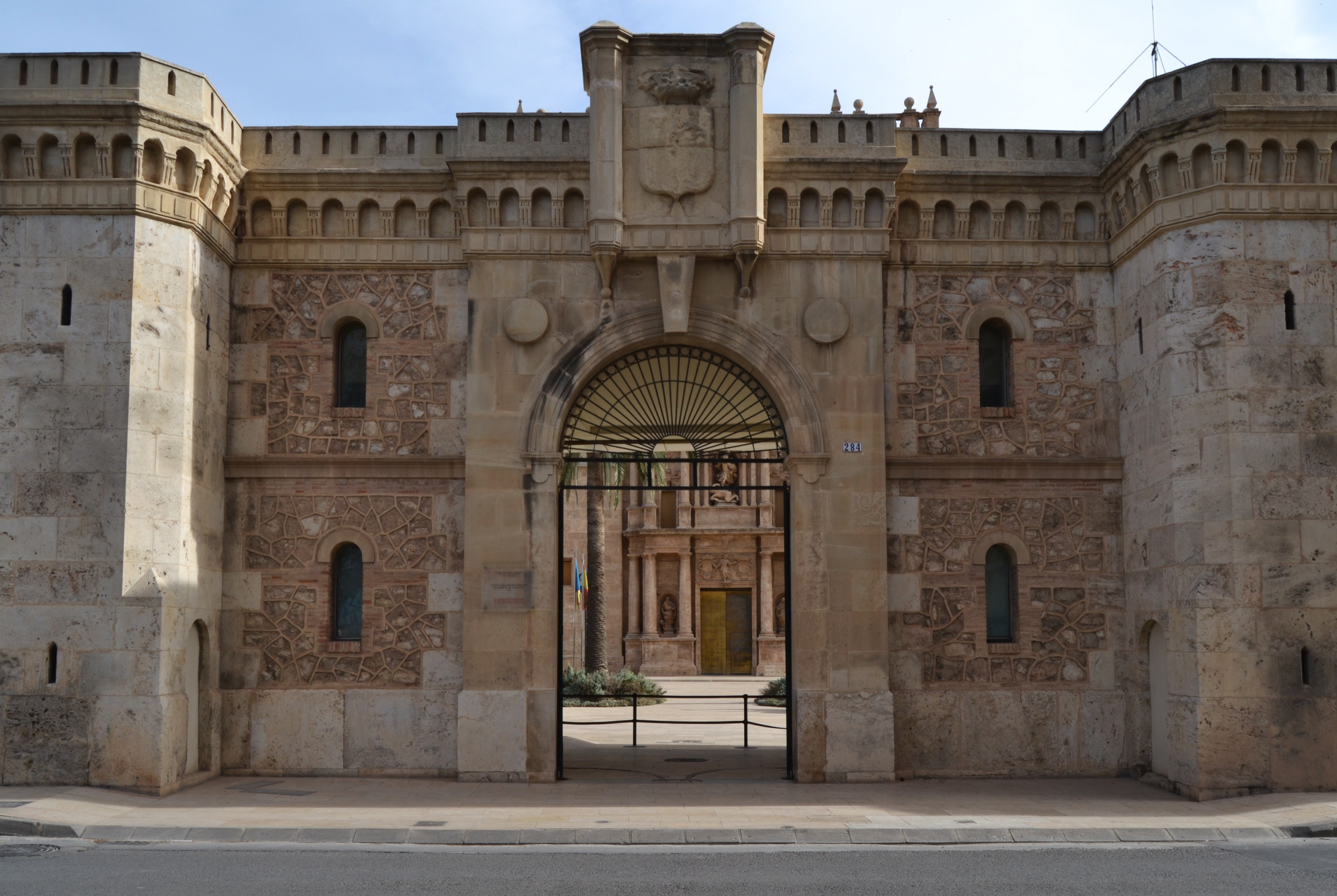
Portería del monasterio

Tras la desamortización, las obras de arte y libros que quedaban después de haber sido objeto de saqueo en la guerra de la Independencia, fueron trasladados al Museo de Bellas Artes de Valencia y buena parte de los libros, entre los que se encuentran los procedentes de la valiosa biblioteca del Duque de Calabria, se destinaron a la Biblioteca Universitaria.

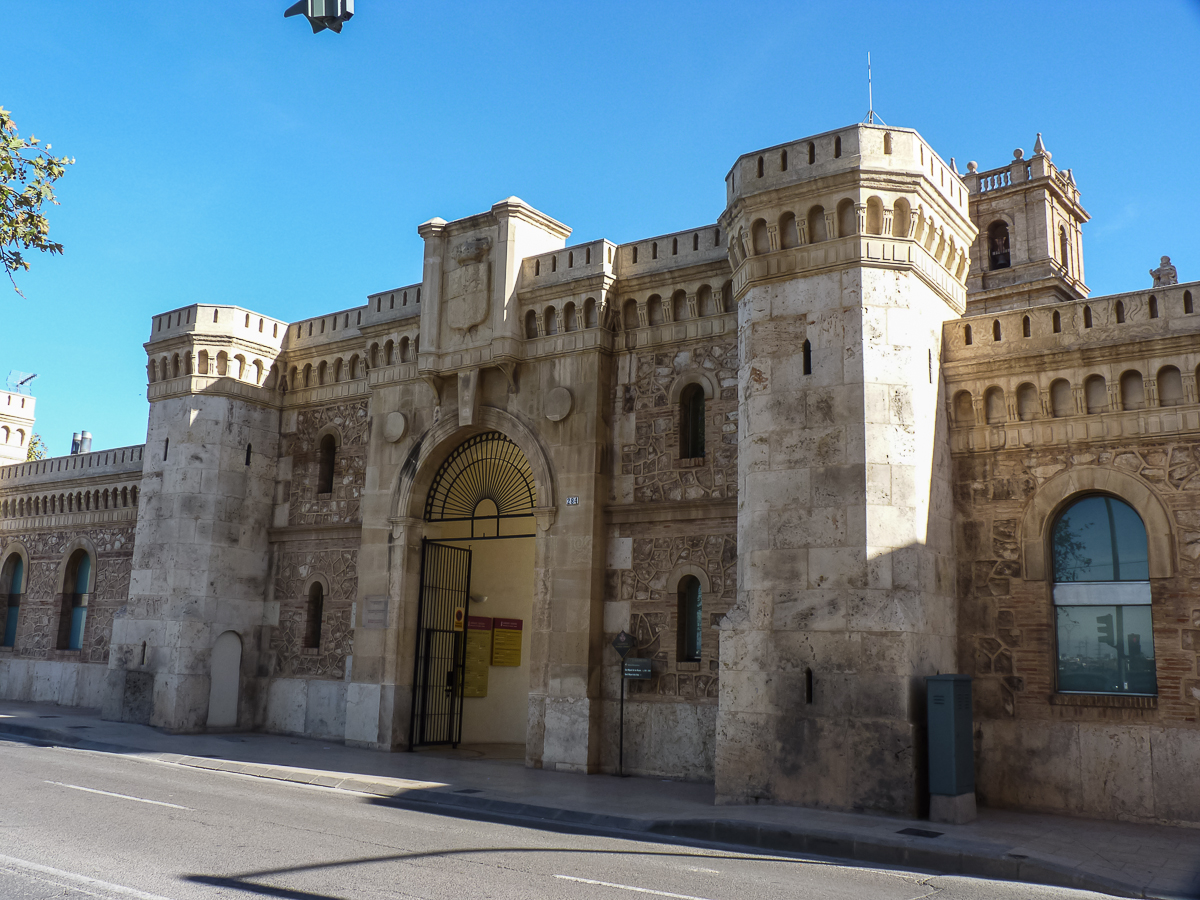
Torres de la portería

Impedida su demolición por el Ayuntamiento previo informe de la Academia de San Carlos, fue destinado a asilo de indigentes y luego a cárcel de mujeres y presidio nacional, lo que motivó la construcción de las alas penitenciarias del patio norte, la galería carcelaria inserta, por demolición interior, en el ala oeste del claustro Sur, la compartimentación y colmatación de celdas en todo el inmueble resultante y las garitas en la muralla circundante. La nueva portería se destinó a cuerpo de guardia. En 1962 el edificio fue adquirido por el Ayuntamiento y la Diputación valencianos.
Durante las décadas de 1970 y 1980 fue un colegio público, llamado Reina Doña Germana.
Entre 1997 y 2000 fueron realizadas las obras de rehabilitación del conjunto para su destino de sede de la Biblioteca Valenciana, integrando la representación arquitectónica de sus tres etapas más importantes: los restos arqueológicos del originario convento cisterciense, la configuración predominante del convento jerónimo y la complementación tipológica efectuada en su adaptación penal. Comprendieron asimismo delicadas actuaciones de restauración arquitectónica –restitución constructiva, espacial y morfológica-centradas, particularmente, en los cuerpos y elementos de edificación del antiguo convento jerónimo que habían sufrido mayor alteración: el claustro sur, sus dependencias circundantes, las torres originarias y los pabellones que cierran el frente oriental del monumento.

## Descripción arquitectónica

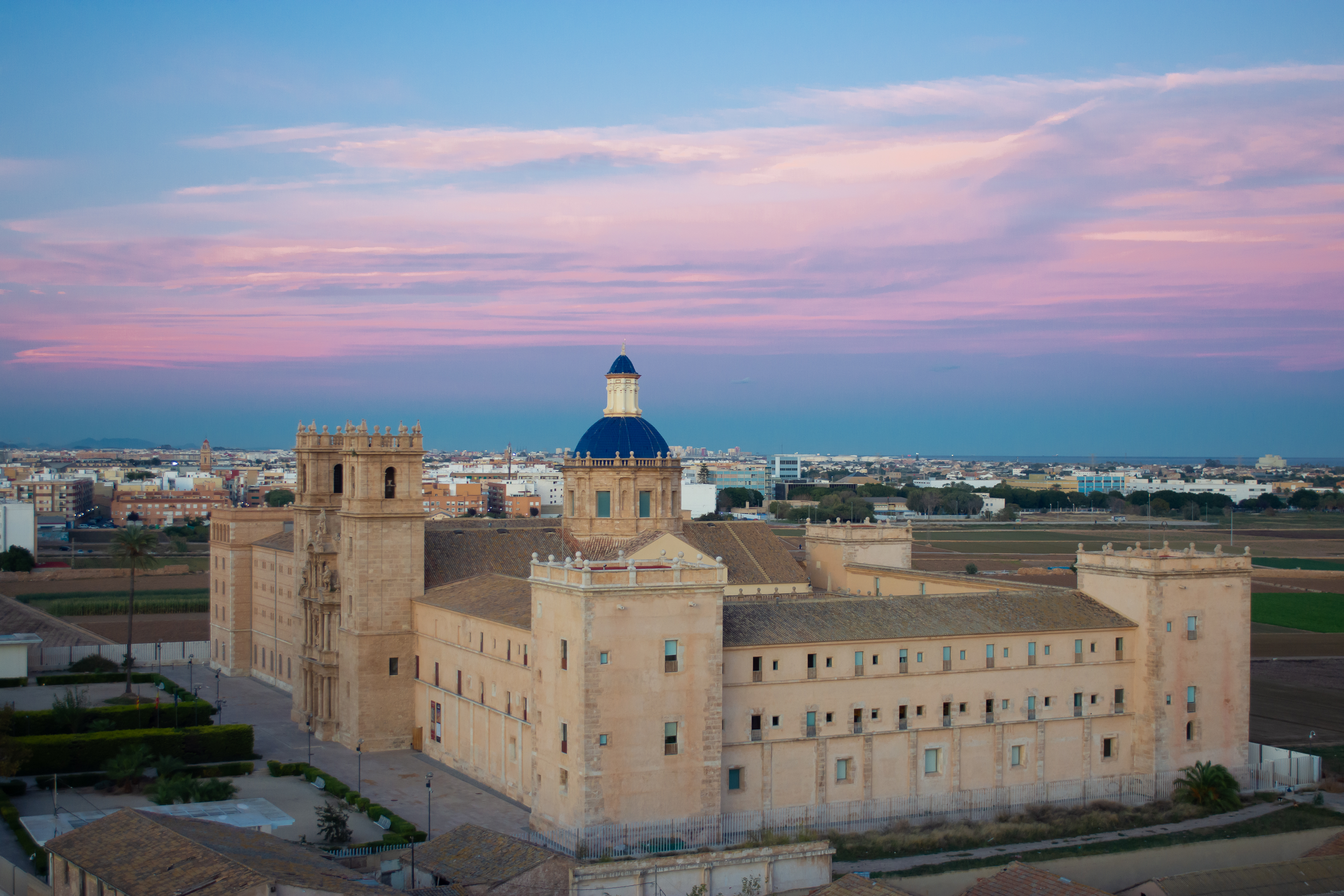
El monasterio al atardecer. Fachadas recayentes a las avenidas de la Constitución y a la de Hermanos Machado

El monasterio se levantó sobre el monasterio cisterciense de Sant Bernat de Rascanya del siglo XIV. Era de planta cuadrada, realizado con fábrica de tapial y de ladrillo para el claustro y dependencias. La sillería se utilizó únicamente para los arcos del claustro, esquinas, recercados y arcos, pilastras y nervios de la iglesia. El claustro tenía dos plantas la inferior con galería de arcos apuntados y la superior con pilares de ladrillo.
Alrededor del claustro se disponían las dependencias comunes, mientras que en la planta superior se encontraban las celdas. La iglesia era de una nave abovedada con cinco capillas entre contrafuertes a cada lado y cabecera recta. Tras la cabecera se encontraba un pequeño claustro con la residencia del abad y la enfermería.
Covarrubias contempló la ampliación de la iglesia cisterciense y la construcción de un nuevo claustro al sur del conjunto manteniendo el claustro norte dentro de un proceso de sustitución que debería haber alcanzado la totalidad. Las trazas del monasterio firmadas por este consistían en una planta rectangular con una gran iglesia central, y dos claustros laterales con cuatro torres angulares en las esquinas del conjunto.
Los claustros estaban unidos por una escalera imperial. La paralización de la obra hasta 1571 supuso el cambio de la ubicación de la capilla de los Reyes y el cambio del diseño del claustro tomando como ejemplo el claustro de los Evangelistas del El Escorial.

En 1600 Juan Cambra levanta la escalera imperial a los pies del templo y termina la capilla de los Reyes y las arquerías del lado oeste y norte del claustro. El claustro está dividido en dos plantas, en la sur se encontraban las dependencias comunes tales como: la sala capitular al este, la librería al sur y el aula para leer y capilla de los Reyes en el lado oeste. En la planta principal y en la superior se encontraban las celdas. La celda del prior se encontraba situada en el primer piso de la torre sudeste.

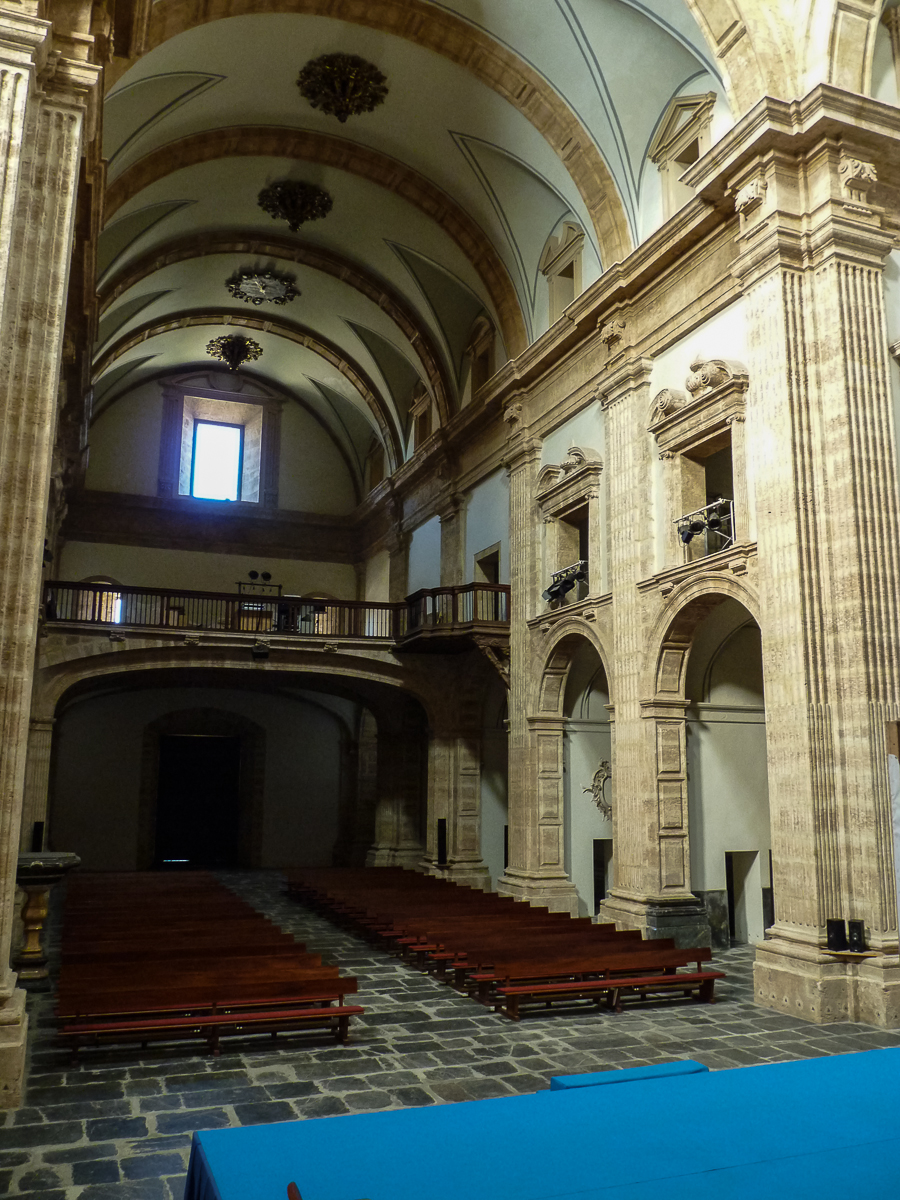
Interior de la iglesia

La nueva iglesia fue comenzada en 1623 aprovechando la anterior construcción cisterciense, por el maestro cantero Pedro de Ambuesa. La iglesia es de planta de cruz latina con capillas entre contrafuertes con coro alto a los pies y una cúpula sobre el crucero. Está cubierta con bóveda de cañón realizada en cantería. En el interior emplea pilastras toscanas de orden gigante con fuste acanalado y el tercio inferior con una acanaladura diferente. En la intersección de la nave con el crucero se levanta, a modo de cimborrio, una cúpula sobre un alto tambor horadado por ventanas y cuya cubierta rematada con una linterna –cegada ya en el momento de abordar su construcción– se cubre con teja vidriada azul.
La portada de la iglesia está orientada a oeste sobre la fachada principal del conjunto, recayente a la anteplaza junto al camino real de Murviedro, y se concibió con sus dos torres gemelas, cuadradas. Estas torres están realizadas en sillares, divididas en tres cuerpos por cornisas. Así en el cuerpo inferior se abre un vano rectangular, mientras que
en el intermedio se abren dos vanos. En el cuerpo superior de ambas se encuentra el cuerpo de campanas rematado con pirámides y bolas. La parte central se divide en tres cuerpos, en el inferior se abre la portada adintelada de acceso con tres columnas dóricas a cada lado sobre pedestales. En el cuerpo superior hay seis columnas jónicas, también
elevadas por pedestales que flanquean el nicho central en el que se encuentra la imagen de San Miguel. El cuerpo superior debió realizarse posteriormente al incorporar columnas salomónicas dejando en el centro un vano rectangular.

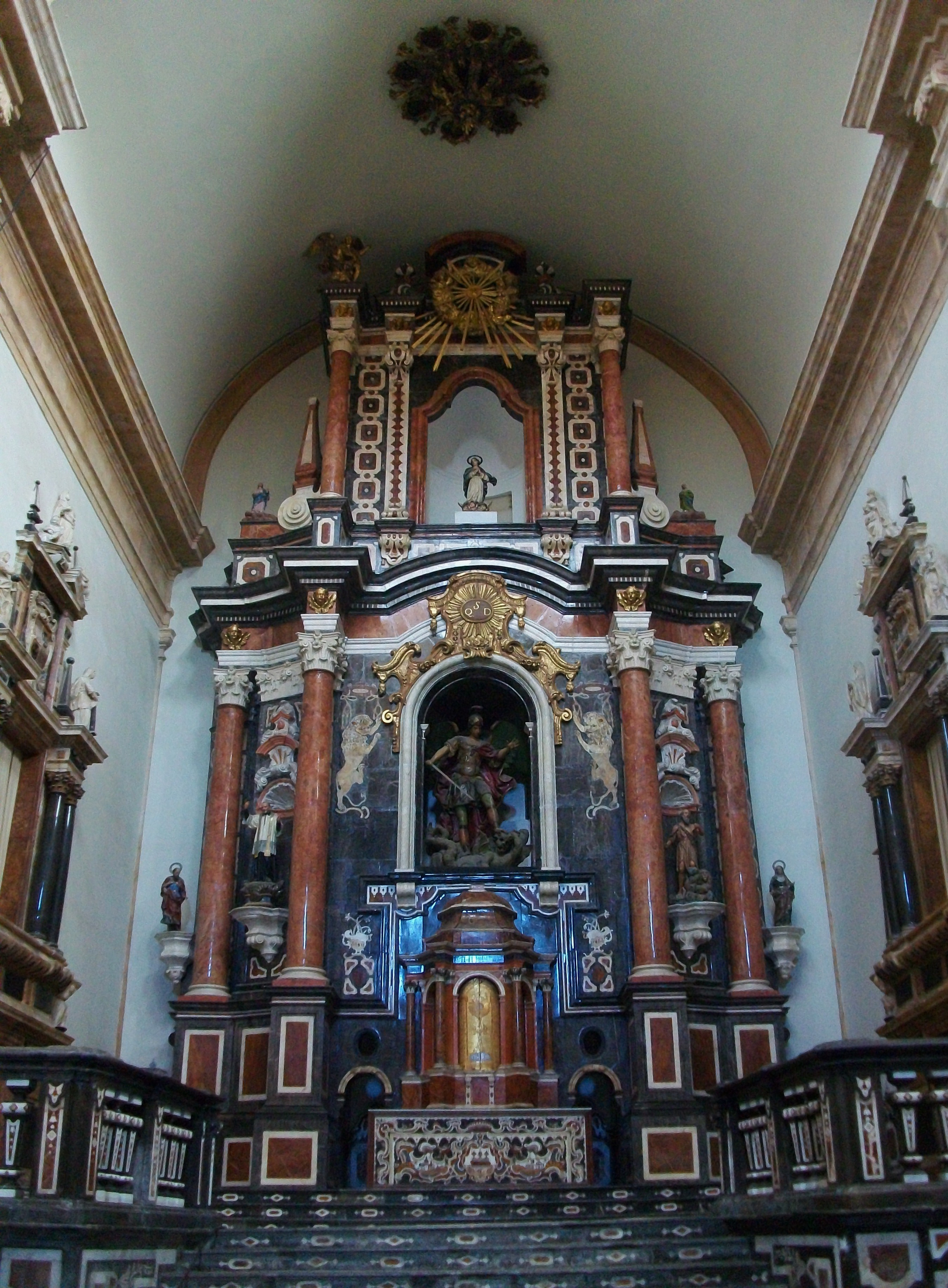
Retablo

El retablo de la iglesia fue realizado por José Cavaller con taracea de mármol de diversos colores. A fray Atanacio de San Jerónimo se debe el enlosado, la balaustrada, los frentes de las gradas y tres retablos para las capillas laterales.

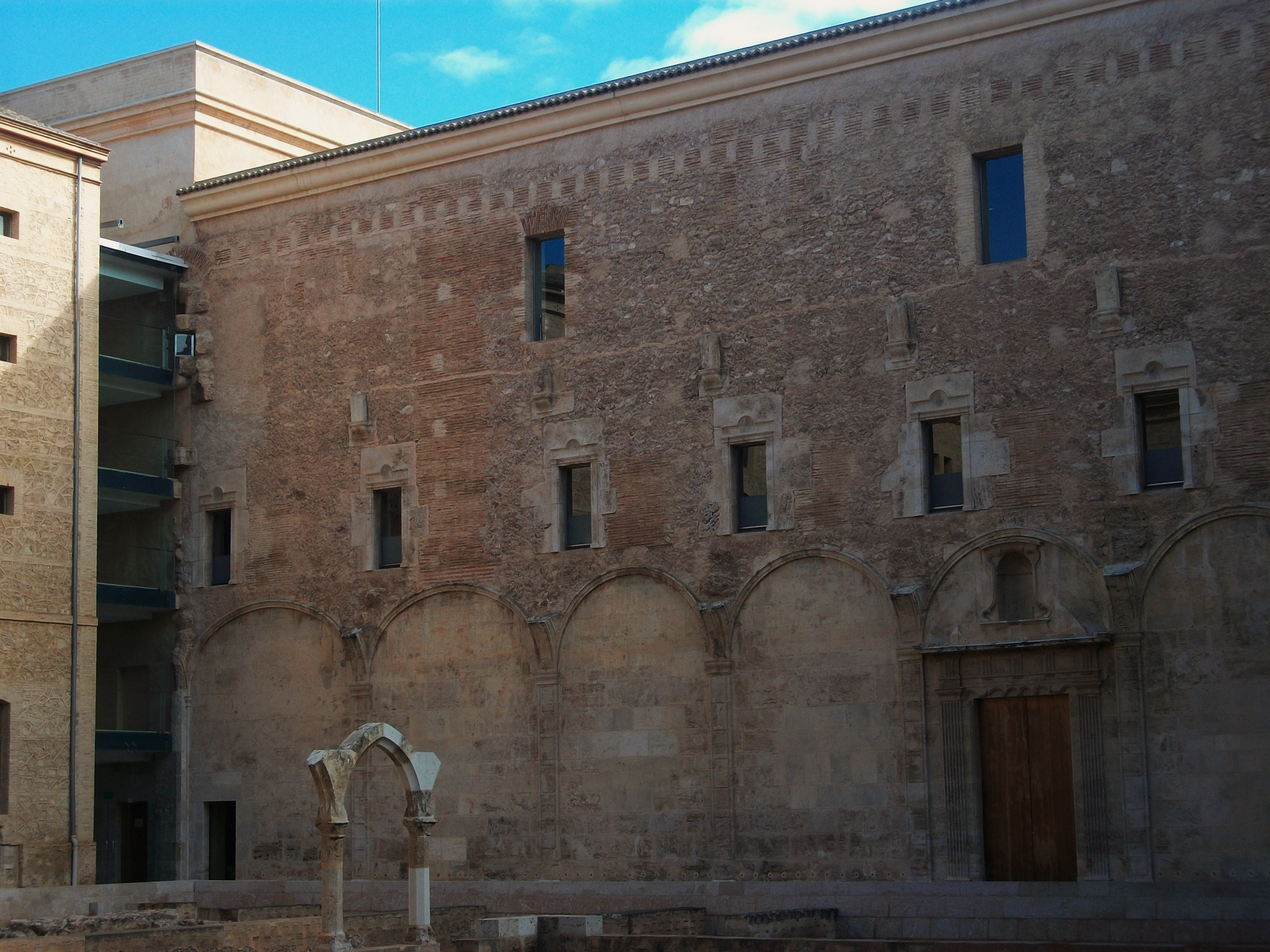
Claustro norte, inacabado

En 1756 se decidió derribar el claustro norte del originario convento cisterciense a causa de su mal estado. La construcción de los pabellones del nuevo claustro norte siguiendo las trazas renacentistas fue comenzada en 1763, y desarrollada con tal lentitud, que en 1768 aún se disponían a cubrir el cuerpo de levante.
En algún momento a fines de siglo o principios del siguiente se paralizaron las obras por falta de medios, dejando sin ejecutar las correspondientes arquerías.
Con las obras de acondicionamiento del monasterio para presidio se completó geométricamente el fallido claustro norte de los jerónimos y se derribaron los escasos restos del monasterio cisterciense.
Durante los años que funcionó como presidio se efectuaron algunas obras que provocaron la desaparición de elementos significativos del claustro sur. Entre ellas la demolición de las bóvedas del sobreclaustro y de las celdas del lado meridional.
En su restauración y adaptación para biblioteca, se recuperaron algunas estructuras. Los muros del perímetro fueron sustituidos por estructuras que permiten la observación desde el exterior, y se vaciaron los cuerpos construidos en el XIX para instalar en ellos los depósitos para los libros y materiales documentales de la Biblioteca Valenciana.